# Eurocopter AS 350 Écureuil

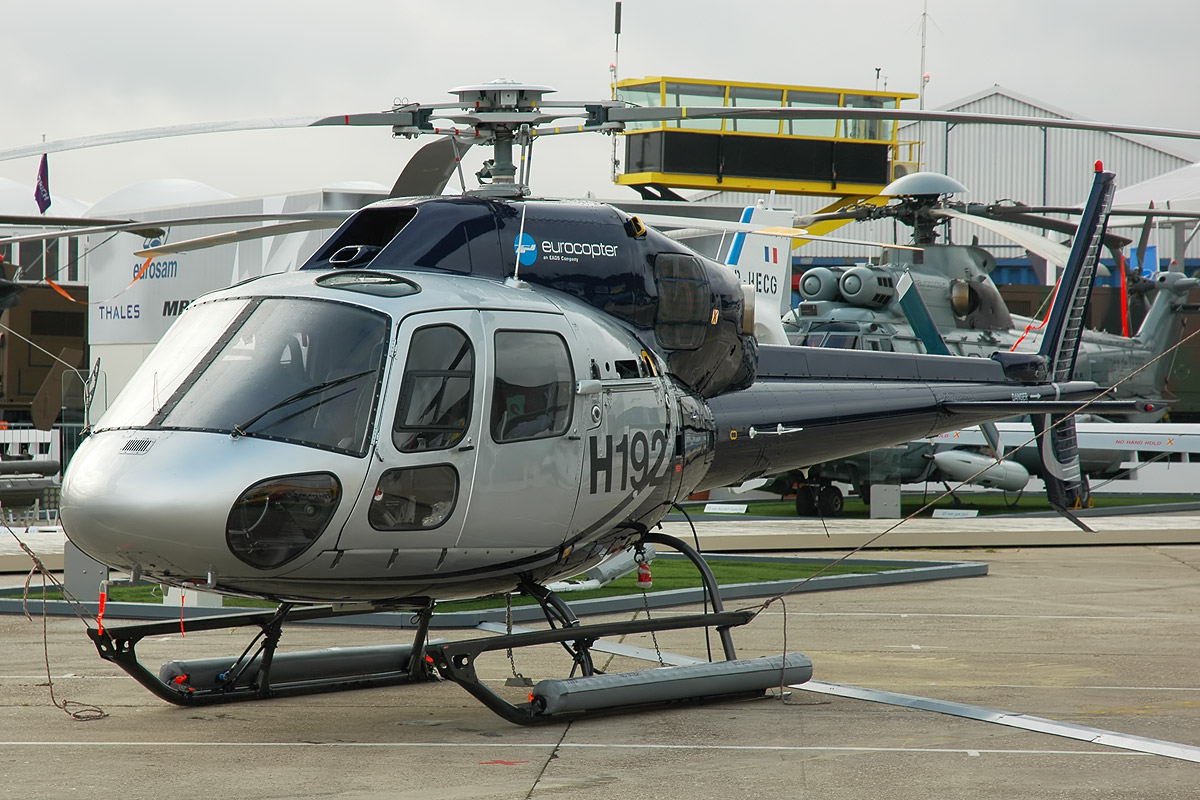
Eurocopter AS 355N Ecureuil

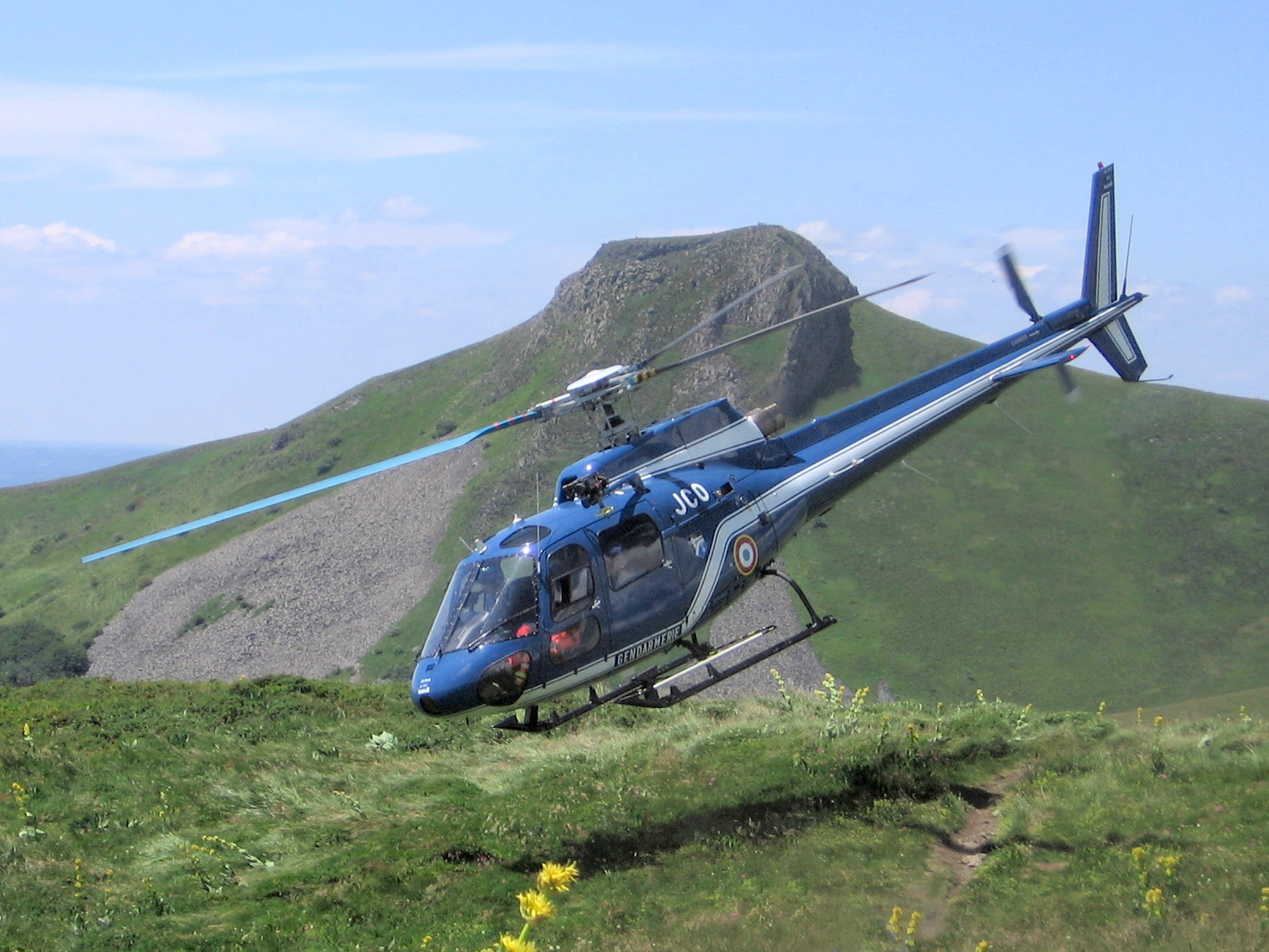
A Francia Csendőrség Eurocopter AS 350 Écureuil mentőhelikoptere felszállás közben, a Massif du Sancy hegységben

Az AS 350 Écureuil („Mókus”) és az AS 355 Écureuil 2 Aérospatiale (mára a Eurocopter Csoport tagja) által kifejlesztett könnyű helikopter-család. Az AS 350 (AStar) egyhajtóműves, míg az AS 355 (TwinStar) kéthajtóműves változat. Az EC 130B az AB 350 szerkezetének modernebb adaptációja.

## Története

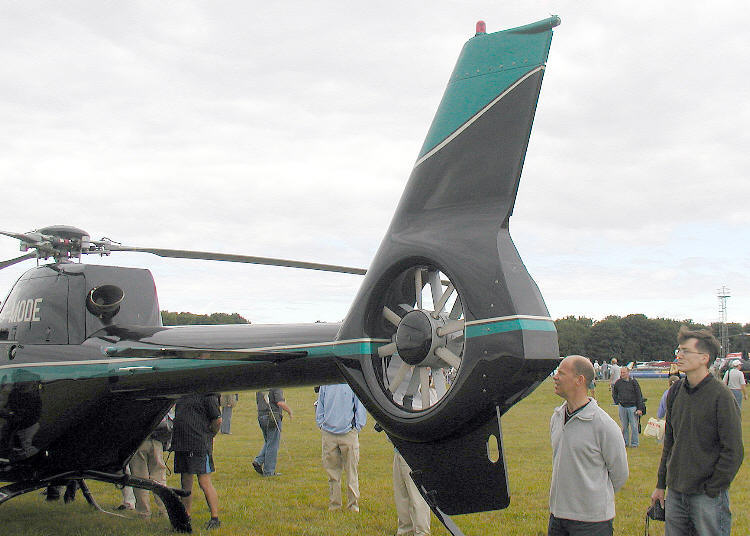
Fenestron a Eurocopter Ec120B helikopteren

A gépek gyártása az 1970-es évek elején kezdődött az elavult Alouette II gépek felváltására. Az első sikeres repülést 1974. június 27-én hajtották végre vele. A kéthajtóműves változat, az Écureuil 2, vagy Twin Squirrel/Twin Star, első repülését 1979. október 3-án tette. Az EC 130, modernizált egyhajtóműves változat 1999. június 24-én repült először. 2001-ben mutatták be utazásszervezőknek a „Kék Hawaii Helikoptereket” (Blue Hawaiian Helicopters), az EC 130 elegáns vonalvezetésű, zárt burkolatú farokrotorral, Fenestronnal (franciául: „kis ablak”). Az EC 130-ast ellátták több figyelőablakkal, ami kedvelt a helikopteres túraszervezők között. Az EC 130 bemutatásának ellenére az Eurocopter AS 350, AS 355, az AS 355 és AS550 Fennec (katonai) változatok is népszerűek maradtak.
Mind az egy-, mind a kéthajtóműves változatot licenc alapján Brazíliában is gyártják.

## Változatok

### Egyhajtóműves változatok

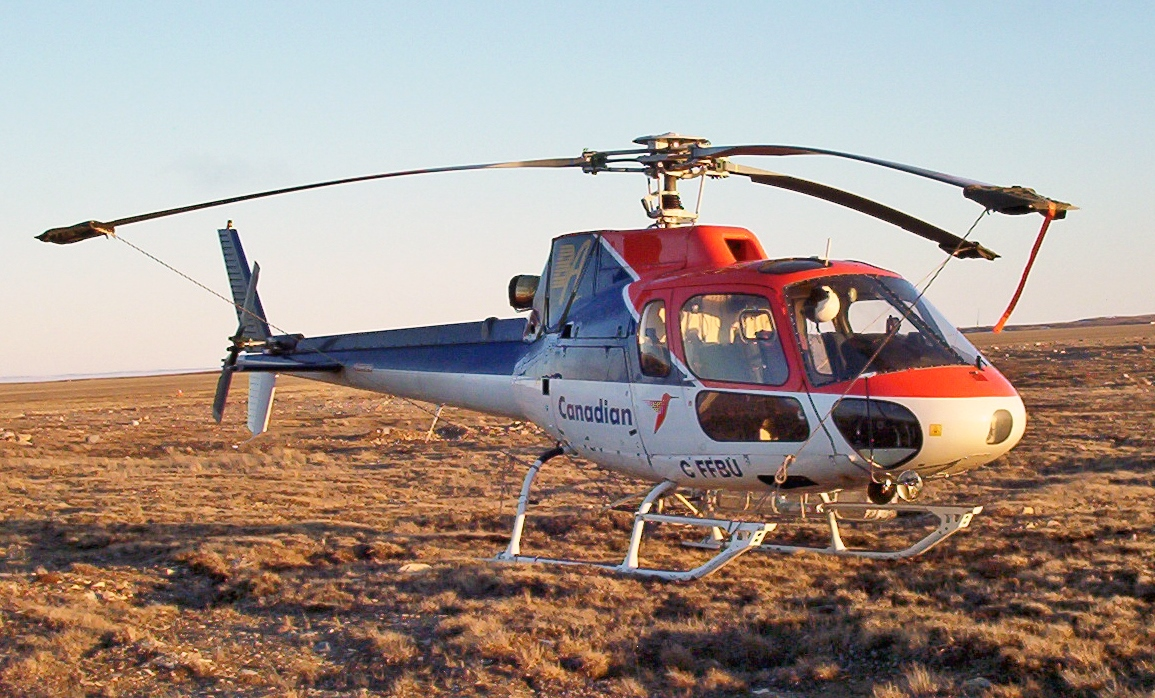
Egy kanadai AS 350 AStar

AS 350B
meghajtás: Turboméca Arriel 1B gázturbina,
AS 350B1
meghajtás: Turbomeca Arriel 1D gázturbina,
AS 350B2
meghajtás: nagyobb felszállótömegű változat, Turbomeca Arriel 1D1 gázturbinával,
AS 350B3
meghajtás: nagy teljesítményű Turbomeca Arriel 2B gázturbina, digitális hajtómű-diagnosztikai rendszerrel (FADEC) felszerelve,
AS 350BA
meghajtás: Turbomeca Arriel 1B gázturbina, nagyobb húrhosszúságú (szélesebb) főrotor- lapátokkal,
AS 350BB
meghajtás: a helikopter üzemidejének növelése céljából leszabályozott teljesítményű Turbomeca Arriel gázturbinával,
Eurocopter Squirrel HT.1
a AS 350BB katonai változata a Brit Királyi Légierő részére, kiképzési célokra,
Eurocopter Squirrel HT.2
a AS 350BB katonai változata Brit Légierő részére, kiképzési célokra,
AS 350C
meghajtás: Honeywell LTS101/Lycoming LTS–101–600A2 gázturbina, az Észak-Amerikai piacra AStar néven,
AS 350D
meghajtás: Lycoming LTS-101 gázturbina, az Észak-Amerikai piacra AStar néven,
AS 350L1
katonai változat,
HB 350B Esquilo
licenc alapján gyártott brazil változat,
EC 130 B4
az AS350B3 másolata, kisebb változtatásokkal.

### Kétmotoros változatok

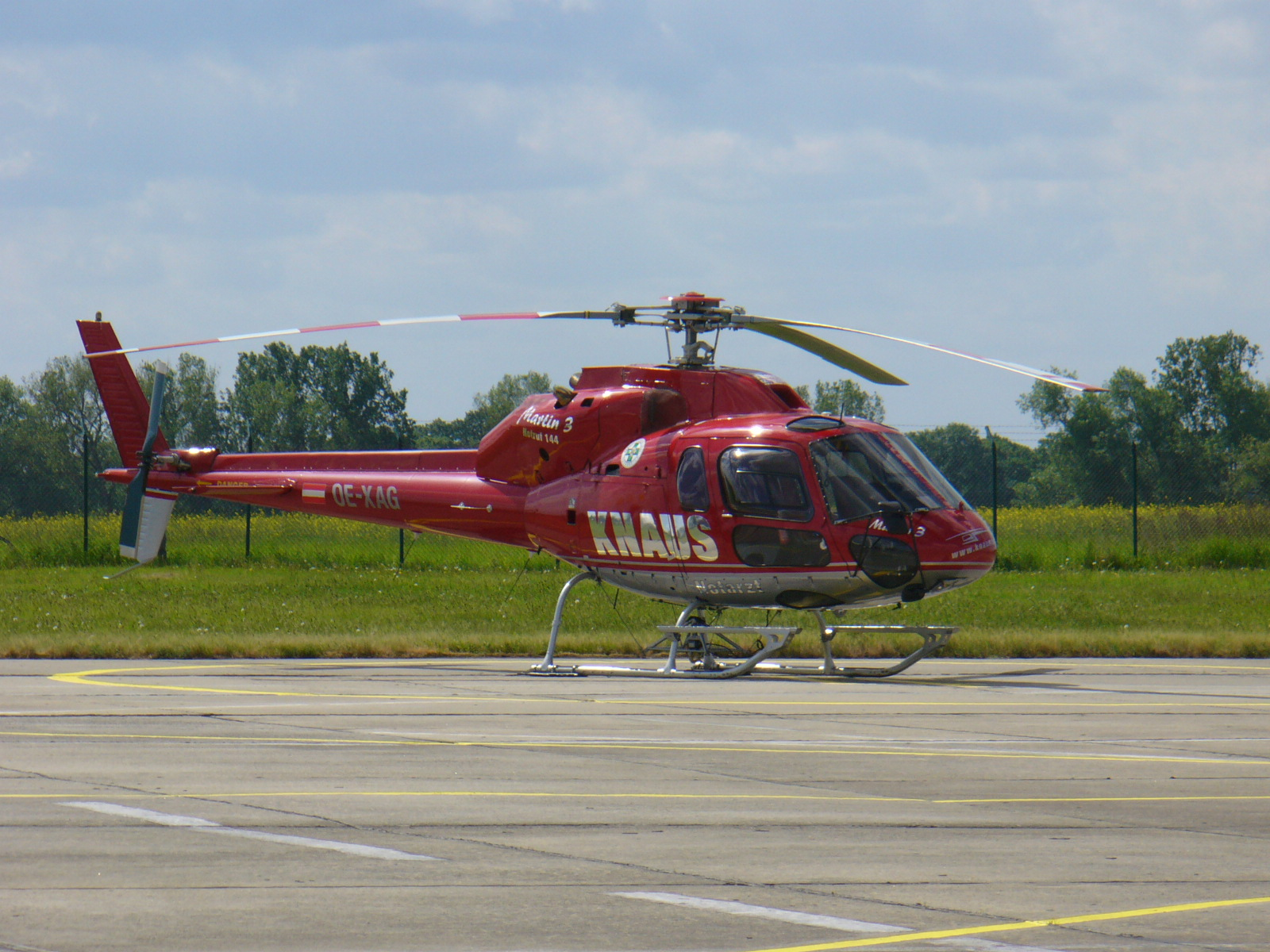
Egy AS 355F1 Écureuil 2

AS 355
prototípus Ecureuil 2 vagy Twin Squirrel(„Iker Mókus”) néven ismert,
AS 355E
Észak-Amerikai változat, Twin Starnéven ismert,
AS 355F
AS 355F1
meghajtás: két db Allison C20F gázturbina,
AS 355F2
meghajtás: Allison C20F gázturbina, javított meghajtással és farokrotor-erőátvitellel, a 2540 kg felszállótömeg érdekében, felülmúlva F1 széria 2400 kilogrammját,
AS 355N
meghajtás: két Turbomeca Arrius 1A gázturbina, digitális hajtómű-diagnosztikai rendszerrel (FADEC) felszerelve, 2600 kg felszállótömeg érdekében,
AS 355NP
2007-ben mutatták be, a meghajtásról két Turbomeca Arrius 1A1 gázturbina gondoskodik, maximális felszállótömeg 2800 kg,
HB.355F Ecureuil 2
licenc alapján gyártott brazil változat,
HB.355N Ecureuil 2
licenc alapján gyártott brazil változat,

## Alkalmazók

### Katonai alkalmazás
- Albánia
- Algéria
- Ausztrália
- Benin
- Botswana
- Brazília
- Kanada
- Közép-afrikai Köztársaság
- Chile
- Kína

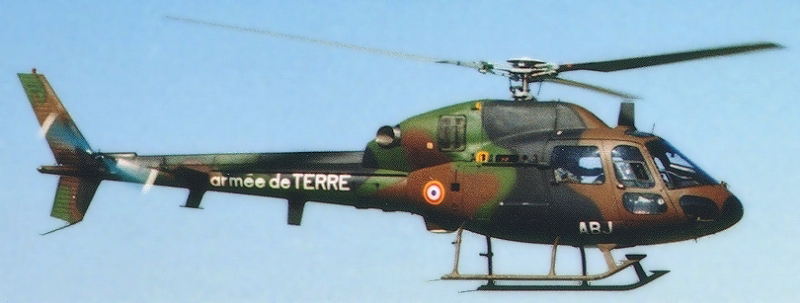
A Francia Haditengerészet AS 555UN helikoptere

  - a Changhe Z–11 változattal együtt,
- Dánia
- Ecuador
- Franciaország
- Gabon
- Guinea
- Jamaica
- Magyarország - A honvédség a légi mentők két helikopterét vette át kiképzési és futárfeladatok végrehajtásra céljából 2016 májusában. 2018-ban nagyjavításon és fejlesztésen estek át a helikopterek.
- Malajzia
- Mali
- Marokkó
- Paraguay
- Peru
- Szingapúr
- Trinidad és Tobago
- Tunézia
- Egyesült Arab Emírségek
- Egyesült Királyság
  - 38 darab AS 350BB változat áll szolgálatban a Brit Védelmi Minisztérium Védelmi Erők Helikopterkiképző Iskolájában, a Brit Fegyveres Erők harcihelikopter pilótáinak kiképzésére,
- Uruguay

### Rendvédelmi alkalmazás
- Ausztria

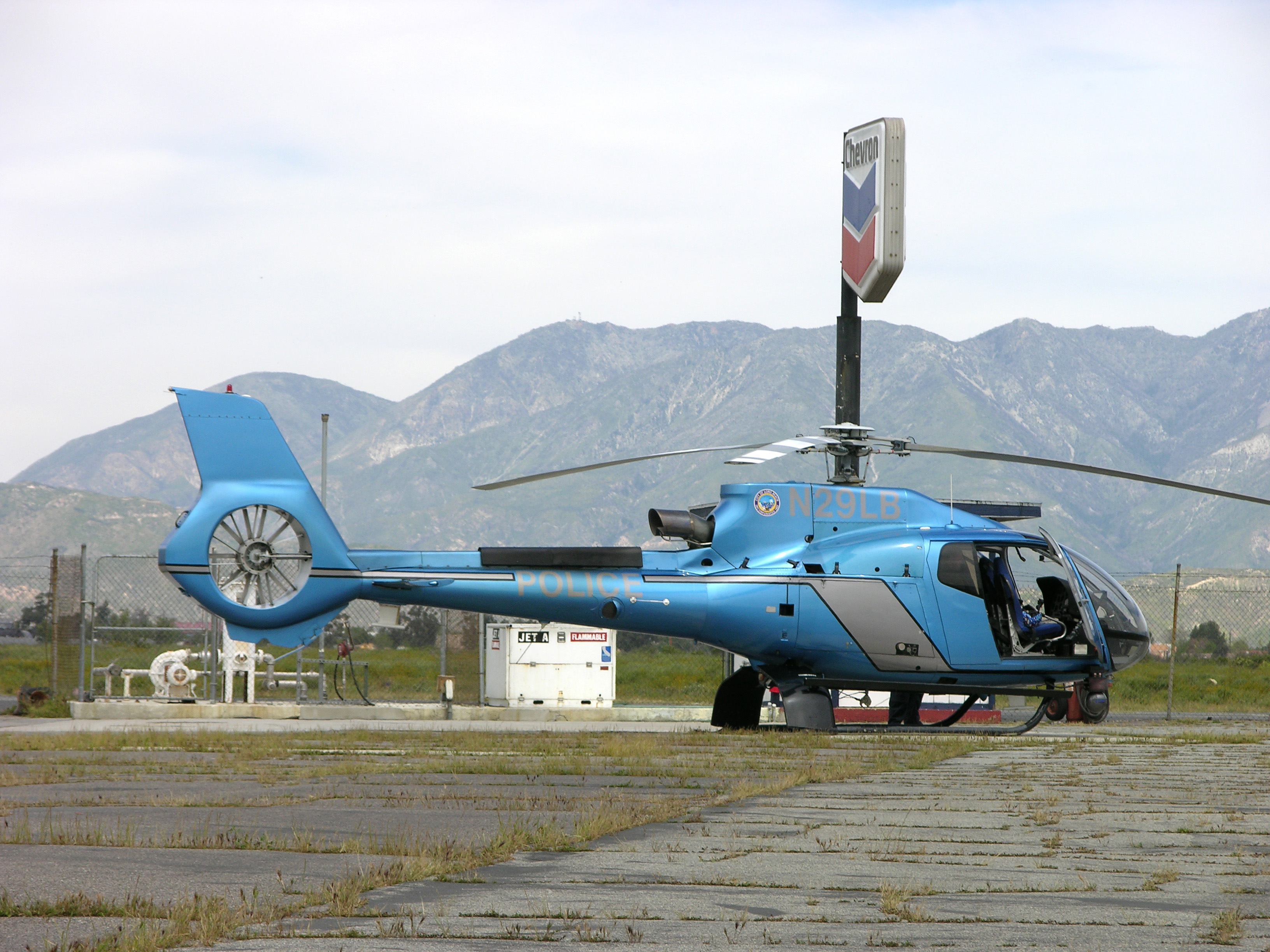
Egy a Long Beach-i Rendőrkapitányság EC 130B4 helikoptereiből, Rialto, Kalifornia

  - Flugpolizei, 5 darab AS 350 B1, két darab AS 355 F2 és AS 355 N
- Ausztrália
  - Új-Dél-Walesi Rendőri Erők,
- Brazília
  - Goiás Katonai Rendészet,
- Bosznia-Hercegovina
  - Szövetségi Rendőrség,
- Kanada
  - Kanadai Királyi Lovasrendőrség,
  - Ontario Megyei Rendőri Erők,
- Írország
  - Garda Síochána (az Ír Köztársaság Rendőri Erői),
- Marokkó
  - Marokkói Királyi Csendőrség
- Hollandia
  - Holland partiőrség,
- Új-Zéland
  - az Új-Zélandi rendőrség "Eagle" alakulata,
- Fülöp-szigetek
  - Fülöp-szigeteki Rendőrség
- Trinidad és Tobago
  - Trinidad és Tobago Különleges Bűnmegelőzési Szerve,
- Amerikai Egyesült Államok
  - Anaheim-i Rendőrkapitányság,
  - Baltimore Megyei Rendőrkapitányság, 3 darab Eurocopter AS350B3,
  - Los Angeles-i Rendőrkapitányság, 14 darab AS350B2,
  - Los Angeles Megyei Sheriffi Hivatal, 7 darab AS350,
  - Long Beach-i Rendőrkapitányság, 2 darab Eurocopter EC-130B4,
  - Massachusetts Állam Rendőrsége, 5 darab AS350 Twinstar,
  - Miami-Dade Megyei rendőrkapitányság,
  - San Bernardino Sheriffi Hivatal, 6 darab AS350B3,
  - Egyesült Államok Határőrsége,

### Polgári alkalmazás
- Ausztrália
  - polgári légiközlekedés queenslandi Gladstone-ból Heron szigetre,
  - az Adelaide Bank Helikopteres Mentőszolgálata (Adelaide Bank Rescue Helicopter Service) EC-130B gépeket használ,
  - a Westpac Helikopteres Mentőszolgálata (Westpac Life Saver Rescue Helicopter Service) Eurocopter AS-350 gépeket használ,
- Németország
  - egy EC 130 B4, Johann Lafer mesterszakács tulajdonában
- Egyesült Arab Emírségek
  - egy EC 130 a Falcon Légitársaság (Falcon Aviation Services) szolgálatában,

## Műszaki adatok (AS350B3)

### Tömeg- és méretadatok
- Törzs hossza: 12,94 m
- Rotorátmérő: 10,69 m
- Magasság: 3,14 m
- Üres tömeg: 1232 kg
- Maximális felszállótömeg: 2250 kg

### Motor
- Motor: Turboméca Arriel 2B típusú tengelyteljesítményt szolgáltató gázturbina (szabadturbina)
- Motorok száma: 2 db
- Teljesítmény: 632 kW (847 LE)

### Repülési adatok
- Legnagyobb sebesség: 287 km/h
- Emelkedési magasság: 5280 m
- Hatótávolság: 652 km

## Lásd még
- Helikopter

## Külső hivatkozások
(magyar nyelven):
- Magyar Légimentő Nonprofit Kft.
- AS.350 Ecureuil
- Új mentőhelikopterek Magyarországon
- Harcihelikopter.hu - AS-350 Ecureuil katonai alkalmazása

(angol nyelven):
- Eurocopters AS 350B2 page
- Eurocopter's AS 350B3 page
- Eurocopter's EC 130 page
- Eurocopter's AS 355NP page